# George Sheltz
George Arthur Sheltz (ur. 20 kwietnia 1946 w Houston, Teksas, zm. 21 grudnia 2021 tamże) – amerykański duchowny katolicki, biskup pomocniczy Galveston-Houston w latach 2012–2021.

## Życiorys
Święcenia kapłańskie otrzymał z rąk bpa Johna Morkovskiego w dniu 15 maja 1971. Inkardynowany do archidiecezji Galveston-Houston, przez wiele lat pracował duszpastersko w rodzinnym mieście, a w latach 1999–2007 był proboszczem w The Woodlands. W 2007 został dyrektorem sekretariatu ds. duchowieństwa, a cztery lata później objął funkcje wikariusza generalnego i kanclerza kurii.
21 lutego 2012 mianowany biskupem pomocniczym Galveston-Houston ze stolicą tytularną Hirina. Sakry udzielił mu kard. Daniel DiNardo.
22 czerwca 2021 przeszedł na emeryturę.